# Дервентски лист
„Дервентски лист“ е вестник за региона на Дервента в Република Сръбска, който се издава веднъж седмично. Първият му брой излиза на 12 декември 1912 г. През 2016 г. вестникът публикува 2500 си брой. Главен редактор е Чедо Вуджичич. Сградата на вестника е разположена на адрес – улица „Цар Лазар“ № 45.

## История
Първото издание на вестника е публикувано на 12 декември 1912 г. под името Дервентски котарски лист, а редактор на първия брой е Иван Радосевич. Цената на първия брой е 8 австро–унгарски хелъри. Първите два броя на вестника са отпечатани в Риека (днешна Хърватия), след което се премества в Дервента. Първият тираж на вестника е между 10 и 20 хиляди, който излиза до 1918 г. Статиите му се пишат както на латиница, така и на кирилица. Спира да се издава след края на Първата световна война. Възстановен е през 1952 г., но в Добой, където излиза до 1966 г. По време на войната в Босна и Херцеговина той отново преустановява дейността си. Възстановен е през 1995 г., и оттогава редовно се излиза всеки четвъртък (считан за пазарен ден в Дервента).

## Редакция
- Чедо Вужичич – главен редактор
- Далборка Рогич – главен редактор
- Данка Земунович – журналист
- Саня Николич – журналист
- Иван Живкович – фоторепортер, техническа подготовка